# 小浃江
小浃江是中国浙江省宁波市一条注入东海的河流。河流发源于鄞州区东钱湖与太白山，流经鄞州区东钱湖镇、五乡镇和北仑区大碶街道、小港街道，最后在戚家山街道注入东海。全长28.4公里，宽30至50米，正常水位3.35米。

## 水系
小浃江为原始泄洪漕形成的河流。当4000年前海退发生时，海侵时的海底凹槽即形成浃江。宁波境内较大的浃江有两条：大浃江（即甬江）和小浃江。
小浃江在北仑区境内拥有18条支流，较大的支流有双峰大河、枫林大河、陈山大河、下邵大河、长河塘等。20世纪70年代又开挖有浦山大河、洪家新河、联丰河等人工支流。

## 人文历史
小浃江曾经是外埠船只进入鄮县的主要航道。明代《宁波府简要志》载：“小浃江，昔海舶由此入鄮山。”
晚清著名文人姚燮曾经于小浃江畔从事文学创作，并在居室周围种植梅树，称为“大梅山馆”。
小浃江旁的蔚斗小学由唐爱陆等人创办于1927年，校训为“浃水泱泱，蔚斗煌煌”，曾经培养出核物理学家乐嘉禾、作家於梨华等人才。

## 水利建设
小浃江的水利建设始于宋代，最初的碶闸位于五乡，后由于潮水而外移。目前，小浃江上共有五乡碶、东冈碶、燕山碶、义成碶等古碶，其中东冈碶、燕山碶、义成碶建于明清两朝。2011年1月，小浃江碶闸群被列入浙江省文物保护单位。